# Тонинского лесничества
Тонинского лесничества — поселок в Спасском районе Рязанской области. Входит в Михальское сельское поселение

## География
Находится в центральной части Рязанской области на расстоянии приблизительно 20 км на северо-восток по прямой от районного центра города Спасск-Рязанский у озера Ташное.

## Население
Численность населения: 19 человека в 2002 году (русские 95 %), 5 в 2010.